# Le Châtelet-sur-Meuse
Le Châtelet-sur-Meuse település Franciaországban, Haute-Marne megyében. Lakosainak száma 156 fő (2022. január 1.). Le Châtelet-sur-Meuse Bourbonne-les-Bains, Dammartin-sur-Meuse, Damrémont, Parnoy-en-Bassigny, Saulxures, Serqueux és Vicq községekkel határos.

## Népesség
A település népességének változása:
| Lakosok száma | 203  | 162  | 155  | 159  | 161  | 159  | 150  | 155  | 157  | 156  |
|               | 1968 | 1982 | 1990 | 2006 | 2013 | 2015 | 2017 | 2019 | 2020 | 2022 |